# Pippara
Pippara är en ort i Indien.   Den ligger i distriktet West Godāvari och delstaten Andhra Pradesh, i den södra delen av landet, 1 400 km söder om huvudstaden New Delhi. Pippara ligger 9 meter över havet och antalet invånare är 8 581.
Terrängen runt Pippara är mycket platt. Runt Pippara är det tätbefolkat, med 913 invånare per kvadratkilometer. Närmaste större samhälle är Attili, 5,6 km öster om Pippara. Trakten runt Pippara består till största delen av jordbruksmark.